# Ermita de Sant Miquel d'Albocàsser
L'ermita de Sant Miquel d'Albocàsser, es troba al paratge anomenat de Sant Miquel, a uns 6 km. de la població, a l'antic camí de Catí; a la comarca de l'Alt Maestrat. L'ermita fou construïda al segle xv, presenta forma rectangular, i a la façana té un pòrtic. A l'interior i sobre de la porta d'entrada hi ha un altell, que probablement era per al cor. En 1599 sofreix importants modificacions. En 1602 es va pintar el retaule que va ser destruït durant l'última Guerra Civil Espanyola. Ja entrat el segle xx, l'11 de maig de 1980, es va procedir a la benedicció i col·locació d'una campana.